# Bruno Gloger
Bruno Gloger (* 5. Juli 1923 in Reetz) ist ein deutscher Historiker und Autor.

## Leben
Bruno Gloger war der Sohn eines Malermeisters. Nach dem Abitur 1942 diente er im Zuge des Zweiten Weltkriegs als Soldat und geriet in sowjetische Kriegsgefangenschaft, aus der er 1947 entlassen wurde. Anschließend studierte er bis 1955 Sonderschulwesen, Germanistik, Geschichte und Archivwissenschaft an der Humboldt-Universität zu Berlin. 1957 wurde er in Berlin mit einer Dissertation über den Potsdamer Steuerrat promoviert und war dann zwei Jahre als wissenschaftlicher Archivar tätig. Danach arbeitete er als Verlagslektor. Von 1974 bis zu seiner Pensionierung 1984 war er wissenschaftlicher Mitarbeiter der Akademie der Wissenschaften der DDR, wo er im Bereich der Leibniz-Edition wirkte. Er lebte in Ost-Berlin.
Bruno Gloger hat eine Vielzahl an Büchern veröffentlicht, welche teilweise übersetzt wurden. Er war hauptsächlich in den sechziger, siebziger und achtziger Jahren als Autor aktiv. 

## Veröffentlichungen (Auswahl)
- Trost und Besinnung. Union Verlag, Berlin 1960.
- Als Rübezahl schlief. Vom Aufstand der schlesischen Weber 1844. Rütten & Loening, Berlin 1961.
- Kaiser, Gott und Teufel. Friedrich II. von Hohenstaufen in Geschichte und Sage. Deutscher Verlag der Wissenschaften, Berlin 1970.
- Dieterich. Vermutungen um Gottfried von Straßburg. Union Verlag, Berlin 1976.
- Kreuzzüge gegen die Stedinger 1233/1234. (Illustrierte historische Hefte, Heft 22), Deutscher Verlag der Wissenschaften, Berlin 1980.
- Wir heissen euch hoffen. Gedanken und Gedichte über Tod und Leben. Union Verlag, Berlin 1980.
- mit Erich Zöllner: Teufelsglaube und Hexenwahn. Böhlau Verlag, Wien 1984, ISBN 3205005481.
- Friedrich Wilhelm. Kurfürst von Brandenburg. Verlag Neues Leben, Berlin 1985.
- Kreuzzüge nach dem Orient. Kinderbuchverlag Berlin, Berlin 1985.
- Richelieu. Die Karriere eines Staatskardinals. Verlag Neues Leben, Berlin 1989, ISBN 3355008206.